# Уэйн Гретцки 99 Эворд
Уэйн Гретцки 99 Эворд (англ. Wayne Gretzky 99 Award) — приз, ежегодно вручаемый наиболее ценному игроку плей-офф Хоккейной лиги Онтарио (OHL), назван в честь Уэйна Гретцки. Приз утвержден в 1999 году.

## Обладатели трофея
- 2023–24 Истон Коуэн, Лондон Найтс
- 2022–23 Майкл Симпсон, Питерборо Питс
- 2021–22 Логан Моррисон, Гамильтон Булдогс
- 2020–21 Сезон был отменён из-за пандемии коронавируса
- 2019–20 Плей-офф отменён из-за пандемии коронавируса. Приз не вручался[1]
- 2018–19 Ник Сузуки, Гелф Шторм
- 2017–18 Роберт Томас, Гамильтон Булдогс
- 2016–17 Уоррен Фогель, Эри Оттерз
- 2015–16 Митчелл Марнер, Лондон Найтс
- 2014–15 Коннор Макдэвид, Эри Оттерз
- 2013–14 Робби Фаббри, Гелф Шторм
- 2012–13 Бо Хорват, Лондон Найтс
- 2011–12 Остин Уотсон, Лондон Найтс
- 2010–11 Роб Миньярди, Оуэн-Саунд Аттак
- 2009–10 Адам Хенрик, Уинсор Спитфайрз
- 2008–09 Тейлор Холл, Уинсор Спитфайрз
- 2007–08 Джастин Азеведо, Китченер Рейнджерс
- 2006–07 Марк Стаал, Садбери Вулвз
- 2005–06 Даниэль Райдер, Питерборо Питс
- 2004–05 Кори Перри, Лондон Найтс
- 2003–04 Мартин Сан-Пьер, Гелф Шторм
- 2002–03 Дерек Рой, Китченер Рейнджерс
- 2001–02 Брэд Бойс, Эри Оттерз
- 2000–01 Симус Котык, Оттава Сиксти Севенс
- 1999–00 Брайан Финли, Барри Кольтс
- 1998–99 Джастин Папино, Бельвиль Буллз